# Castello Monaci
Le castello Monaci (français : Château des moines) est un château qui se trouve à Salice Salentino dans le Salente et dont l'origine remonte au XVIe siècle.

## Situation
Le château se trouve à la réunion des trois provinces du Salente.
Bien que domicilié à San Pancrazio Salentino dans la province de Brindes, le territoire du château se situe intégralement à Salice Salentino dans la province de Lecce.

## Histoire
On trouve des traces de moines Basiliens tôt dans la région. Les Basiliens, pour échapper aux persécutions byzantines, ont été forcés de se cacher dans des endroits isolés comme des grottes et des forêts, qui sont devenus des lieux d'hébergement et de prière. Dans le quartier de Torrevecchia de San Pancrazio Salentino, on trouve la « grotte de l'ange », finement décorée d'images de saints, représentée selon l'iconographie byzantine; d'autres grottes avec des autels, des lits et des puits se trouvent dans le district de Caragnuli et dans le district de Caretta.
Un acte de donation à l'archidiocèse de Brindes daté de 1063, mentionne quelques logements, une ferme et une petite église érigée probablement avec l'aide des moines Basiliens.
Le registre foncier de Salice Salentino mentionne la construction du château au XVIe siècle. C'est à l'origine un lieu de culte des moines Basiliens.
Le bâtiment est ensuite acheté par plusieurs familles nobles (Martino, Pary Grainger) qui l'ont transformé en résidence privée.
Une nouvelle façade a été construite au XIXe siècle.

## Galerie photographique

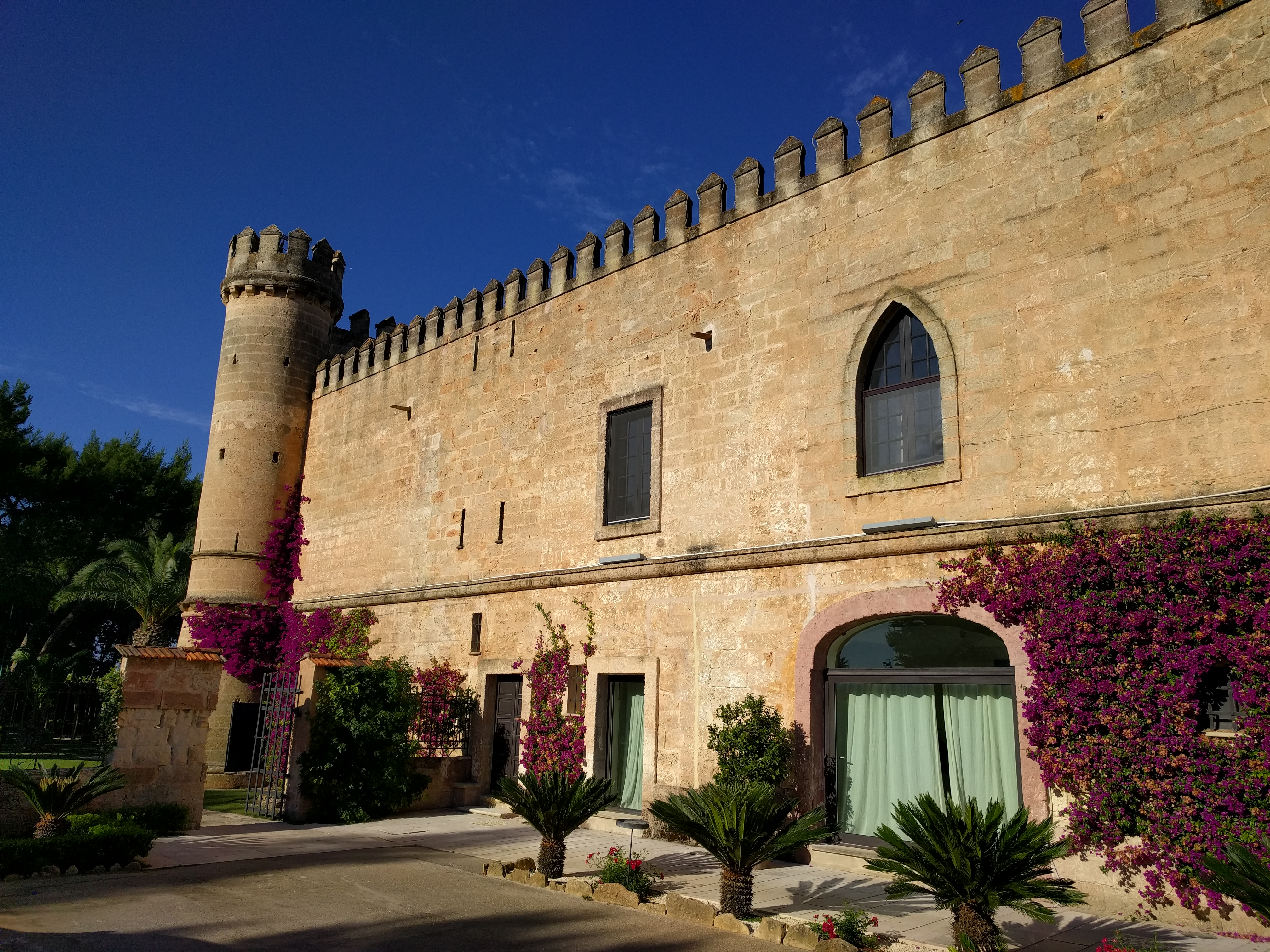
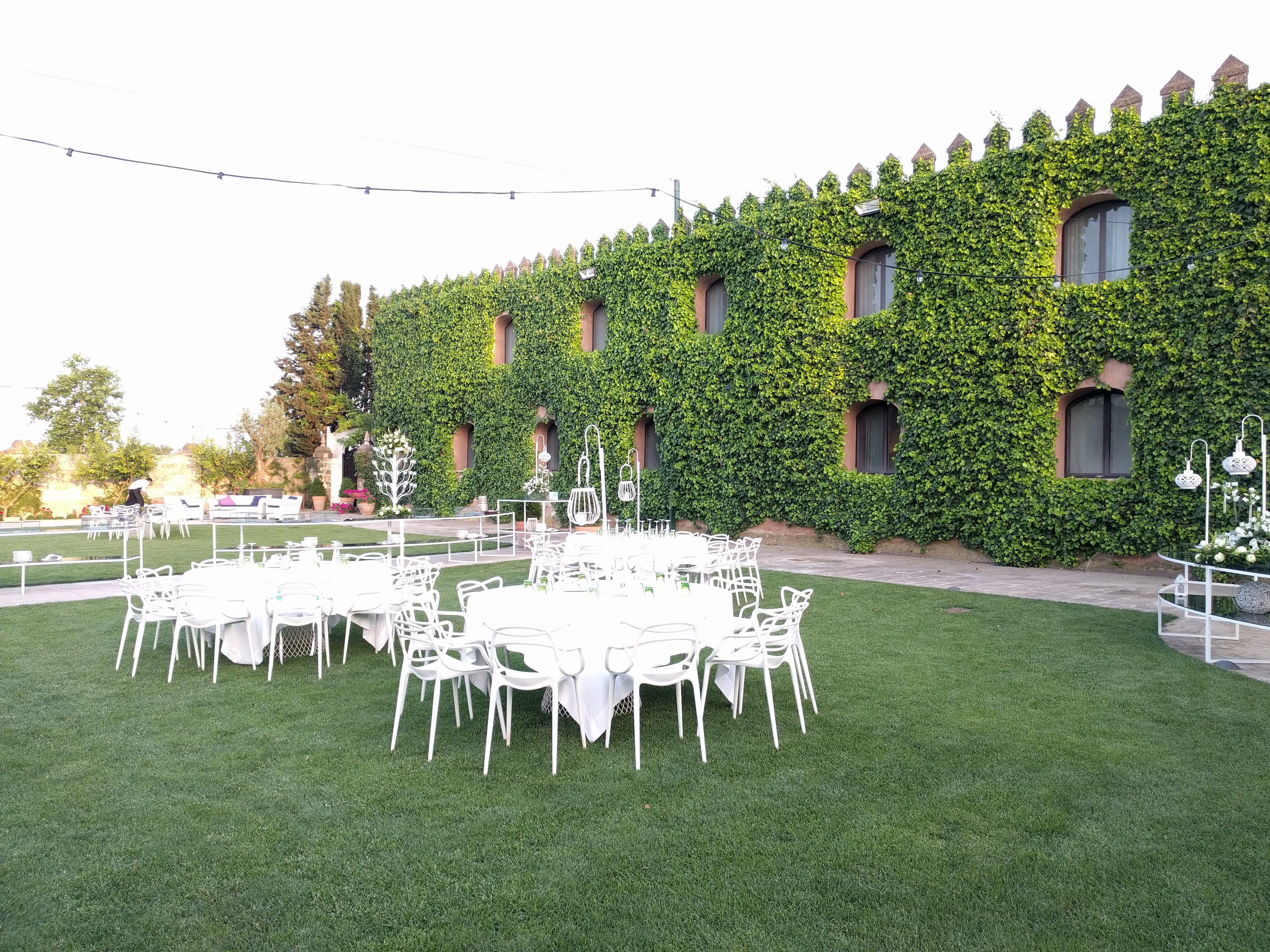
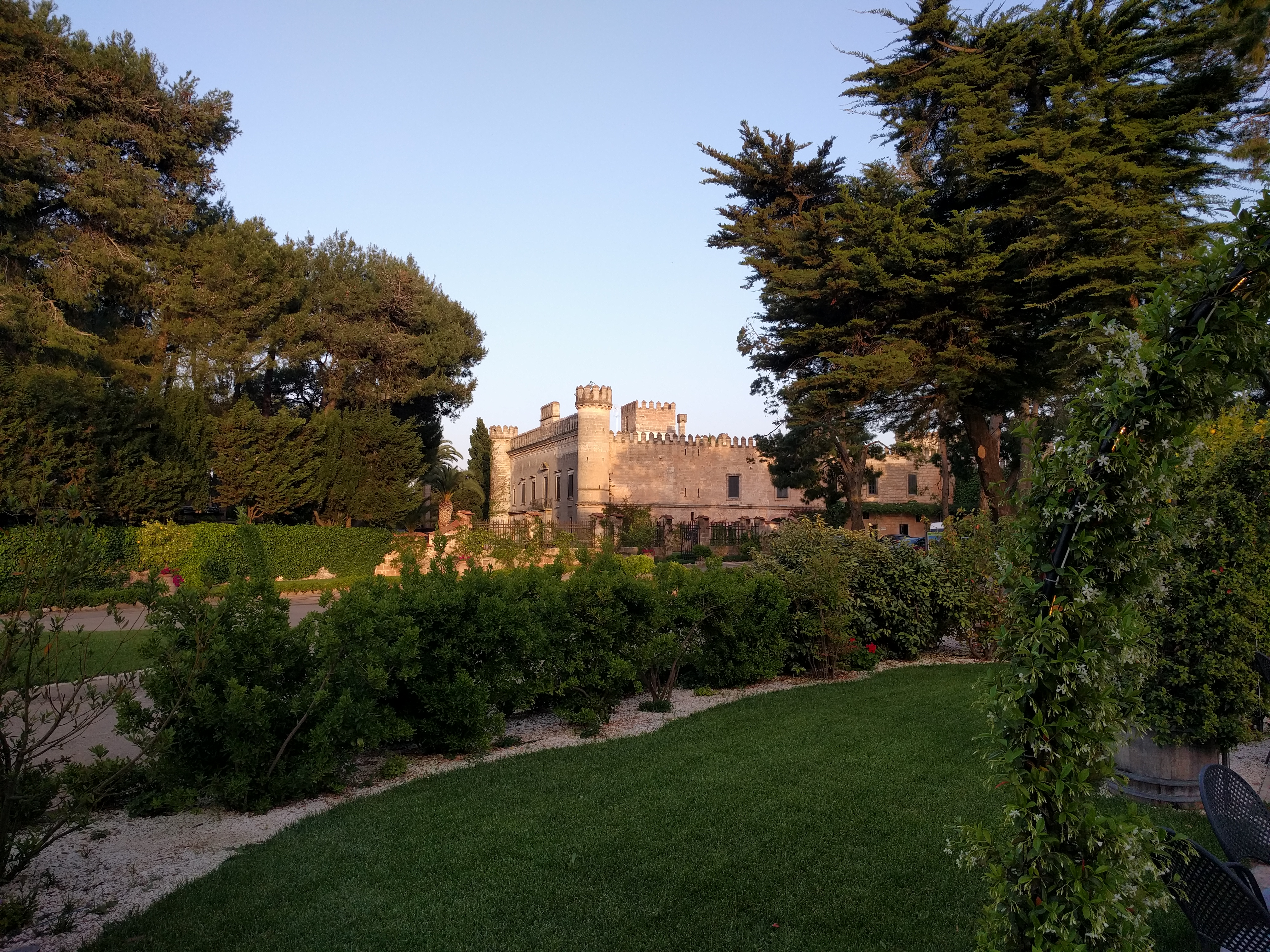
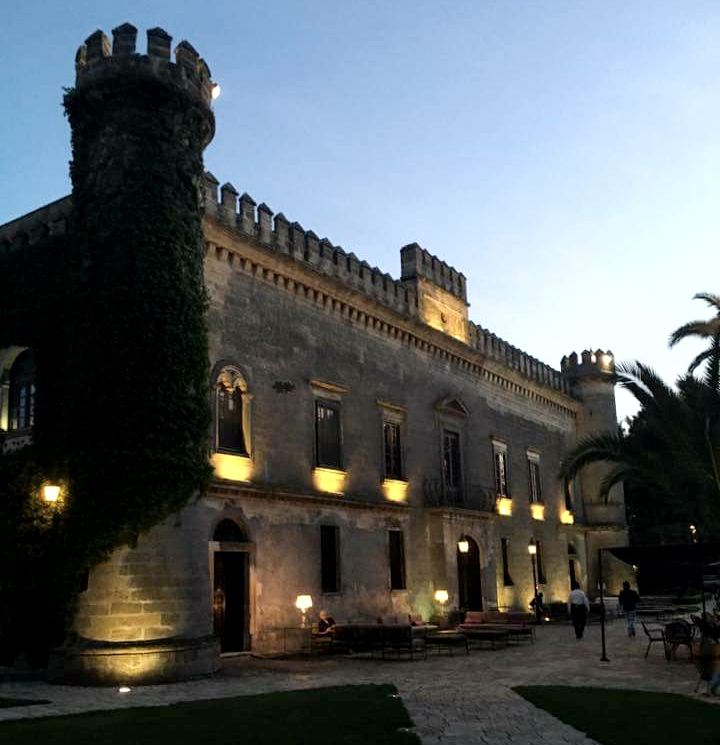

## Activité
Le château abrite aujourd'hui un restaurant et un musée du vin.